# Списак сједишта општина и градова у Босни и Херцеговини
Ово је списак сједишта општина и градова у Босни и Херцеговини

## Списак градова и сједишта општина
|  |  |  |  |  |  |  |  |  |  |  |  |  |  |  |  |  |  |  |  |  |  |  |  |  |  |  |  |  |  |

| - Бановићи - Бања Лука - Берковићи - Бихаћ - Билећа - Бијељина - Босанска Крупа - Брод - Босански Петровац - Босанско Грахово - Братунац - Брчко - Бреза - Бугојно - Бусовача - Бужим - Вареш - Велика Кладуша - Високо - Вишеград - Витез - Власеница - Вогошћа - Гламоч - Градишка - Грачаница - Градачац - Груде - Горажде - Горњи Вакуф - Дервента - Добој - Добретићи - Домаљевац - Доњи Вакуф - Дрвар - Жепче - Живинице - Завидовићи - Зеница - Зворник | - Јабланица - Јајце - Какањ - Калесија - Калиновик - Кисељак - Кладањ - Кључ - Кнежево - Козарска Дубица - Коњиц - Костајница - Котор Варош - Крешево - Купрес - Ливно - Лукавац - Лакташи - Љубиње - Љубушки - Маглај - Милићи - Мостар - Мркоњић Град - Модрича - Неум - Невесиње - Ново Горажде - Нови Град - Нови Травник - Оџак - Олово - Орашје | - Пале - Посушје - Прозор - Прача - Приједор - Рогатица - Рудо - Сански Мост - Сапна - Сарајево - Соколац - Србац - Сребреница - Сребреник - Станари - Столац - Теочак - Теслић - Тешањ - Томиславград - Травник - Требиње - Тузла - Усора - Фоча - Фојница - Цазин - Чајниче - Чапљина - Челић - Читлук - Шипово - Широки Бријег - Шековићи |